# Clemence Kashuupulwa
Clemens Handuukeme Kashuupulwa (* 14. November 1948 in Südwestafrika) ist ein namibischer Politiker der SWAPO und Diplomat.
Kashuupulwa war von 1999 bis Ende 2018 Gouverneur der Region Oshana im Norden Namibias.  Seit November 2018 ist Kashuupulwa Botschafter Namibias in Russland.
Er ist seit 1997 Mitglied des Zentralkomitees der SWAPO.